# Liga Narodów UEFA Kobiet (2025)/Grupa B2
W Grupie B2 Ligi Narodów Kobiet 2025 brały udział następujące zespoły:
- Irlandia
- Turcja
- Słowenia
- Grecja

## Tabela
| Lp. | Drużyna      | M | Mecze | Mecze | Mecze | Bramki | Bramki | Bramki | Pkt |
| Lp. | Drużyna      | M | W     | R     | P     | +      | −      | +/−    | Pkt |
| --- | ------------ | - | ----- | ----- | ----- | ------ | ------ | ------ | --- |
| 1.  | Słowenia (A) | 6 | 5     | 0     | 1     | 12     | 2      | +10    | 15  |
| 2.  | Irlandia     | 6 | 5     | 0     | 1     | 10     | 6      | +4     | 15  |
| 3.  | Turcja       | 6 | 2     | 0     | 4     | 3      | 7      | −4     | 6   |
| 4.  | Grecja (E)   | 6 | 0     | 0     | 6     | 2      | 12     | −10    | 0   |

## Wyniki
| 21 lutego 2025 20:45 CET | Grecja · Sarri 26' | 1:2(1:1)Raport | Słowenia · 33' Sternad · 67' Kramžar | Stadion im. Teodora Wardinogiánesa, Heraklion Widzów: 350 Sędzia: Nanna Løf Andersen |
|                          |                    |                |                                      |                                                                                      |

| 21 lutego 2025 20:30 CET | Irlandia · Carusa 45+3' | 1:0(1:0)Raport | Turcja | Tallaght Stadium, Dublin Widzów: 8 071 Sędzia: Réka Molnar |
|                          |                         |                |        |                                                            |

| 25 lutego 2025 16:30 CET | Turcja · Keskin 33' | 1:0(1:0)Raport | Grecja | Pendik Stadyumu, Stambuł Sędzia: Miriama Bočková |
|                          |                     |                |        |                                                  |

| 25 lutego 2025 18:00 CET | Słowenia · Prašnikar 3', 28' · Kramžar 34' · Kajzba 82' | 4:0(3:0)Raport | Irlandia | Stadion Bonifika, Koper Widzów: 533 Sędzia: Michalina Diakow |
|                          |                                                         |                |          |                                                              |

| 4 kwietnia 2025 16:00 CEST | Grecja | 0:4(0:0)Raport | Irlandia · 49' Sheva · 61' Carusa · 74' Stapleton · 90+3' Barrett | Stadion im. Teodora Wardinogiánesa, Heraklion Sędzia: Jelena Pejković |
|                            |        |                |                                                                   |                                                                       |

| 4 kwietnia 2025 16:30 CEST | Słowenia · Kolbl 29' · Kramžar 36' · Prašnikar 65' | 3:0(2:0)Raport | Turcja | Športni park Ljubljana, Lublana Sędzia: Victoria Beyer |
|                            |                                                    |                |        |                                                        |

| 8 kwietnia 2025 18:00 CEST | Turcja | 0:1(0:0)Raport | Słowenia · 62' Kramžar | Sivas Arena, Sivas Sędzia: Fabienne Michel |
|                            |        |                |                        |                                            |

| 8 kwietnia 2025 20:30 CEST | Irlandia · Barrett 9' · Patten 50' | 2:1(1:0)Raport | Grecja · 72' Sarri | Tallaght Stadium, Dublin Sędzia: Franziska Wildfeuer |
|                            |                                    |                |                    |                                                      |

| 30 maja 2025 18:00 CEST | Słowenia · Kramžar 24' · Prašnikar 50' | 2:0(1:0)Raport | Grecja | Športni park, Lublana Sędzia: Réka Molnár |
|                         |                                        |                |        |                                           |

| 30 maja 2025 19:00 CEST | Turcja · Hançar 49' | 1:2(0:0)Raport | Irlandia · 80' (sam.) Şeker · 89' Murphy | Esenler Erokspor Stadyumu, Stambuł Sędzia: Kristina Georgieva |
|                         |                     |                |                                          |                                                               |

| 3 czerwca 2025 19:00 CEST | Irlandia · Noonan 19' | 1:0(1:0)Raport | Słowenia | Páirc Uí Chaoimh, Cork Sędzia: Miriama Bočková |
|                           |                       |                |          |                                                |

| 3 czerwca 2025 19:00 CEST | Grecja | 0:1(0:1)Raport | Turcja · 42' Hançar | Stadion im. Teodora Wardinogiánesa, Heraklion Sędzia: Maïka Vanderstichel |
|                           |        |                |                     |                                                                           |

## Strzelcy

### 5 goli
- Zara Kramžar

### 4 gole
- Lara Prašnikar

### 2 gole
- Veatriki Sarri
- Amber Barrett
- Kyra Carusa
- Kader Hançar

### 1 gol
- Anna Patten
- Emily Murphy
- Saoirse Noonan
- Marissa Sheva
- Jessie Stapleton
- Nina Kajzba
- Špela Kolbl
- Maja Sternad
- Elif Keskin

### Gole samobójcze
- Busem Şeker (dla Irlandii)